# Škoda Vagonka
ŠKODA VAGONKA a. s. (IČ 258 70 637) je podnik zabývající se výrobou kolejových vozidel pro osobní dopravu – elektrických jednotek určených pro příměstskou dopravu, motorových vozů a jednotek, osobních a přípojných vozů. Je odštěpenou částí bývalého podniku Vagónka Studénka, jehož přímým následníkem je společnost MSV Metal Studénka, a. s.

## Historie

### Výroba v Kopřivnici
Předchůdcem studénecké vagonky je továrna na kočáry a bryčky Ignaz Schustala & Co, kterou roku 1853 založil Ignác Šustala se dvěma společníky (sám se zabýval výrobou již od roku 1850) a z níž později vznikla automobilka Tatra. V roce 1881 Šustalova firma přijala zakázku na dodávku vagonů pro lokální dráhu Studénka-Štramberk. Ignác Šustala roku 1881 zemřel. Technickým poradcem pro výrobu vagonů byl Hugo Fischer, roku 1890 při změně podniku v akciovou společnost Kopřivnická vozovka se stal ředitelem vagonky a prokuristou.

### Založení firmy u Studénky

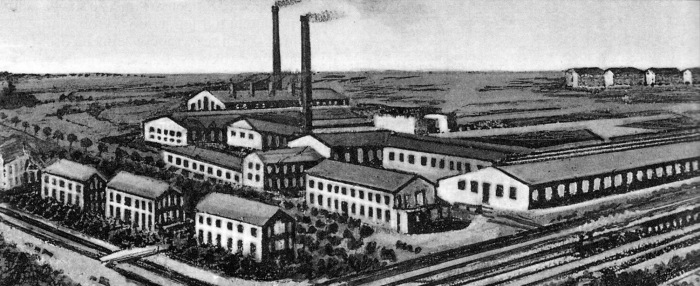
Kresba továrny z roku 1910

Synové zakladatele, Adolf Schustala a jeho bratři, Kopřivnickou vozovku opustili s úmyslem založit novou firmu, specializovanou na výrobu železničních vagonů. V roce 1900 založil Adolf Šustala v Butovicích u Studénky podnik Staudinger Waggonfabrik A.G. (v květnu začal stavět továrnu a 12. prosince 1900 byla zaregistrována firma). Vzorem byla vagonka v maďarském Győru, prvním ředitelem byl Rudolf Feldbacher, který předtím v této vagónce působil. Výroba byla zahájena roku 1901 a do konce roku 1902 bylo vyrobeno přes tisíc vozů. Firma se úspěšně uchytila přesto, že v letech 1901–1903 proběhla hospodářská krize. Státní zakázky v roce 1906 a v době první světové války firmě pomohly. Po roce 1918 se hlavním zákazníkem staly nově vzniklé Československé státní dráhy, které však využívaly i několika dalších dodavatelů.
V roce 1928 odkoupil většinu akcií Hans Ringhoffer. Od 9. listopadu 1928 se firma jmenovala Moravskoslezská vozovka, a. s. a 28. ledna 1929 byla přičleněna ke koncernu Ringhofferovy závody, a. s. Do konce 30. let Ringhoffer skoupil i vagonky v Kopřivnici, Kolíně a České Lípě. Za období 1900–1945 bylo ve Studénce vyrobeno celkem 31 419 kolejových vozidel.

### Období socialismu
Za druhé světové války byla továrna značně poškozena, modernizace započatá v roce 1942 nebyla dokončena. Poválečným odsunem Němců navíc vagonka přišla o značnou část pracovníků, zejména z německých Butovic.
Po osvobození v roce 1945 byl podnik nejprve pod prozatímní správou určenou místním národním výborem, pak celý koncern Ringhoffer přešel pod národní správu a následně byl dekretem prezidenta z 24. října 1945 znárodněn. Od 1. ledna 1946 byla továrna součástí národního podniku Tatra jako Tatra, n. p. závod Studénka. Do konce roku 1949 byla továrna přestavěna a rozšířena, včetně vybudování obytného a kulturního zázemí. Současně se pracovalo na rozsáhlých zakázkách na opravy a výrobu vozů do mnoha zemí Evropy, kde vozový park byl poničen válkou.
Na počátku roku 1950 byl podnik přejmenován na Vagónka Tatra Studénka-Butovice, n. p., a továrna byla dále modernizována a rozšiřována.
Od 1. dubna 1958 byl národní podnik začleněn do VHJ Československé vagonky Tatra, sdružení národních podniků, Studénka. V souvislosti s připojením Butovic ke Studénce byl podnik od 1. března 1959 přejmenován na Vagonka Tatra Studénka, n. p. Od 1. července 1965 byl přeřazen pod VHJ Závody ťažkého strojárstva, Martin. Od 1. ledna 1969 dostala název Vagónka Studénka, n. p. a stala se součástí VHJ Československé vagónky, Praha. V letech 1967–1976 byly opět rozšířeny vývojové, výrobní a skladovací kapacity. V dubnu roku 1969 zničil požár prototypovou dílnu, zámečnickou dílnu a lakovnu a vážně poškodil například montážní plochy. Teprve v roce 1973 byla definitivně dokončena náhrada zničených celků. Od 1. ledna 1983(?) nesla název Vagónka Studénka, k. p., tedy koncernový podnik. Od začátku roku 1990 se zkratka změnila na s. p., tedy státní podnik.

### Moravskoslezská vagónka
Od 1. července 1990 měla vagonka název Moravskoslezská vagónka, s. p. (zkratka MSV). Moravskoslezská vagónka a. s. (IČ 476 75 942), která vznikla transformací státního podniku na akciovou společnost, byla do obchodního rejstříku zapsána 1. ledna 1994. Společnost byla zařazena do druhé vlny kuponové privatizace. 31. března 1998 změnila písmeno „ó“ ve slově vagónka za krátké „o“. 17. listopadu 1998 byla přejmenována na ČKD VAGONKA STUDÉNKA, a. s.
V roce 1999 se vagonka dostala do tíživé ekonomické situace, podobně jako holding ČKD. Chyběly peníze na další výrobu a zaměstnanci na to reagovali protestními akcemi. Vláda ČR pak 28. července 1999 přijala usnesení k návrhu opatření k situaci v akciové společnosti ČKD Vagónka Studénka, jímž uložila místopředsedovi vlády a ministru financí pověřit Konsolidační banku Praha, s. p. ú. jednat s potenciálními investory (Thrall Car Manufacturing Company, ADtranz, Alstom, Siemens a příp. dalšími) o vstupu do akciové společnosti ČKD Vagónka Studénka v rámci řešení stávajících pohledávek. Vládním usnesením z 28. února 2000 vláda víceméně schválila vstup americké společnosti Thrall Car Manufacturing Company (prostřednictvím dceřiné společnosti Thrall Europa, s. r. o.). Tento investor však měl zájem pouze o výrobu nákladních vozů. Vláda proto uložila několika ministrům prověřit převod výroby osobních vozů na jiný subjekt.

### Thrall / MSV Metal Studénka
Smlouva o převodu akcií firmy ČKD VAGONKA STUDÉNKA, a. s. na americkou společnost Thrall Europa, s. r. o. byla podepsána 8. března 2000. Téhož dne společnost Thrall prodala část provozu včetně výroby vagonů holdingu ČKD. 8. června 2000 se přejmenovala na Thrall Vagonka Studénka, a. s. a dnem 1. ledna 2003 se s ní firma Thrall Europa, s. r. o. sloučila. Prodej společnosti skupině Thrall potvrdil Úřad pro ochranu hospodářské soutěže svým rozhodnutím ze dne 9. března 2001. 28. srpna 2006 se firma přejmenovala na MSV Metal Studénka, a. s. V srpnu 2005 valná hromada konstatovala, že 94,57 % akcií vlastní americká společnost Trinity Rail Group, LLC, a schválila vytěsnění minoritních akcionářů, od 11. listopadu 2005 se tak společnost Trinity stala jediným akcionářem. Od 1. září 2006 je jediným akcionářem International Railway Systems SA, rumunská společnost se sídlem v Lucembursku.
Jinak však byla firma v útlumu. Výroba podvozků byla přesunuta do Rumunska, kam se postupně přestěhovaly i další části výroby, například dřevovýroba se sušičkou dubového dřeva, až výroba ve Studénce prakticky zanikla. Nyní se firma specializuje na dodávky zápustkových výkovků a železničních podsestav (výlisků, nárazníků, tažných háků, šroubovek a táhlových ústrojí). 23. května 2011 podala společnost ING Lease návrh na zahájení insolvenčního řízení, a to jednak z titulu platební neschopnosti firmy, která má od ING Lease v operativním leasingu významnou část výrobních zařízení, jednak z titulu předlužení, do kterého se dostala ručením za úvěr jiných společností skupiny IRS, které se dostaly do úpadku. Dne 19. července 2011 byl soudem zjištěn úpadek dlužníka. Dne 7. října 2011 povolil soud na základě usnesení schůze věřitelů řešení úpadku reorganizací. V lednu 2013 insolvenční správce podal návrh na ukončení reorganizace a společnost má získat česká investiční skupina Jet Investment podnikatele Igora Faita. 18. března 2013 byla rozhodnutím soudu ukončena reorganizace.

### ČKD Vagonka
ČKD VAGONKA STUDÉNKA a. s. (vlastněná skupinou Thrall) prodala 8. března 2000 společnosti ČKD VAGONKA, s. r. o. (258 51 268), založené k tomu účelu 28. ledna 2000 firmou ČKD PRAHA HOLDING a. s., část Sekce výroby osobních vagónů včetně sekcí náhradních dílů pro osobní vozy a dřevovýroby a divizi ENERGETIKA – TEPLO. 1. ledna 2001 byla ČKD VAGONKA, s. r. o. přeměněna na akciovou společnost ČKD VAGONKA a. s. (IČ 258 70 637) se sídlem ve Studénce. Ještě v první polovině roku 2000 se počítalo s přemístěním výroby do Kopřivnice, avšak firma se usídlila v modernizovaném areálu Vítkovických železáren, kde již 23. března 2001 zahájila montáž elektrických jednotek řady 471. 25. září 2001 bylo sídlo přeregistrováno do Ostravy i oficiálně.

### Škoda Vagonka
Od března 2005 byla jediným akcionářem ŠKODA HOLDING a. s., od února 2009 je jím Škoda Transportation. Dne 26. března 2008 byla ČKD VAGONKA a. s. přejmenována na ŠKODA VAGONKA a. s. Pod hlavičkou Škody pokračuje výroba kolejových vozidel pro osobní dopravu, tj. elektrických jednotek řady 471 pro České dráhy, dokončena byla dodávka motorových vozů Dm12.

## Vozidla

### Do druhé světové války
Prvním vyrobeným vagónem byl v roce 1901 dvounápravový kotlový vůz (objem 186 hl) s brzdařskou budkou. Následovaly plošinové, otevřené i uzavřené nákladní vozy a chladicí vozy pro dopravu piva. V polovině roku 1902 byl vyroben první osobní vůz. Po dvounápravových vozech začaly být vyráběny i čtyřnápravové osobní vozy.
V roce 1904 byly pro místní dráhu Hrušov – Polská Ostrava dodány dva letní, otevřené vlečné vozy, roku 1905 bylo dodáno 9 motorových tramvají do Opavy (v roce 1912 další tři), v roce 1906 do Vídně 50 vlečných vozů. Zakázka dalších 50 vlečných vozů pro Vídeň měla být uskutečněna v letech 1912–1914, avšak kvůli vypuknutí války bylo dodáno jen 29 vozů, v roce 1920 pak dalších 11 vozů. Zbývajících 10 vozů z této dodávky bylo prodáno do Brna. V letech 1920–1934 byly dodávány motorové i vlečné tramvajové vozy do Liberce, Vítkovic, Bělehradu, Bratislavy a Jihlavy.
V roce 1916 zde byla vyrobena první železniční hnací vozidla, dvě elektrické lokomotivy řady Eg pro místní dráhu Vídeň – Bratislava (LWP). V letech 1927 a 1928 byly vyrobeny dvě akumulátorové lokomotivy. V letech 1929–1932 dodala společnost Československým státním drahám 5 lehkých dieselových posunovacích lokomotiv s elektrickým přenosem výkonu (2 kusy typu T 202.0 a 3 ks typu T 200.1).
Od října roku 1927 vagonka vyráběla motorové vozy a k nim v letech 1928 až 1938 i přípojné vozy, do roku 1939 celkem 96 motorových vozů a 179 přípojných vozů. Prvním byl motorový vůz M 132.0, dalšími vyráběnými typy byly M 131.0, M 120.3, M 122.0, M 232.2, M 232.1 a M 242.0. Některé typy přípojných vozů vyvinutých ve Studénce byly vyráběny i v jiných vagonkách, a to jak v rámci Ringhofferova koncernu, tak i v Královopolské strojírně Brno.
Za druhé světové války byly především vyráběny nákladní vozy, zejména kotlové, a rekonstruovány osobní pro Německé říšské dráhy.

### Po druhé světové válce
Od jara 1946 začaly být sériově vyráběny nákladní a kotlové vozy pro Francii, Dánsko, Nizozemsko, Švédsko, Švýcarsko, Turecko, Sovětský svaz i pro americko-britskou okupační zónu v Německu, ale i pro ČSD a domácí průmyslové podniky. Například krytých nákladních vozů řady Zsr bylo do roku 1949 vyrobeno 6500, z toho přes 1000 pro Německo.
V roce 1948 byla obnovena výroba osobních přípojných vozů: 46 dvounápravových vozů řady Clm předválečné konstrukce pro ČSD a 4 pro místní dráhu Studénka–Štramberk–Veřovice. Roku 1949 začaly být vyráběny moderní celokovové čtyřnápravové přípojné vozy Calm (později Bam). V letech 1953 a 1954 bylo vyrobeno 76 vozů Clm v nové, celokovové verzi a v designu přizpůsobeném motorovým vozům M 131.1. V letech 1954–1957 bylo také vyrobeno 240 obdobných přípojných vozů se zavazadlovým oddílem (CDlm/BDlm).
V roce 1949 obnovila vagonka výrobu motorových vozů. První sérií byla montáž vozů M 131.1 („Hurvínek“) z kopřivnických komponentů a s kopřivnickým výrobním štítkem, druhou sérii od roku 1954 do roku 1956 už vyráběla studénecká vagonka kompletně. Celkem bylo těchto vozů ve Studénce vyrobeno 509 (před tím v roce 1948 ještě 40 v Kopřivnici). V letech 1952–1960 bylo vyrobeno 198 motorových vozů M 262.0 (dnes 830), které původně vyráběla Královopolská strojírna Brno.
V roce 1948 začalo být také vyráběny čtyřnápravové úzkorozchodné tramvajové vlečné vozy pro trať Ostrava–Karviná. Motorové elektrické tramvaje byly dodávány zejména do Bratislavy. V roce 1951 byly pro trať ČSD Trenčianská Teplá – Trenčianské Teplice vyrobeny tři elektrické motorové vozy M 46.0, podobné tramvajím, a přípojný vůz Calm/u 500. Po roce 1951 se ve Studénce již žádné tramvaje nevyráběly.
Od roku 1951 začaly být ve Studénce vyráběny celokovové čtyřnápravové rychlíkové vozy řady Ca, vyvinuté v Tatře Smíchov a vyráběné též v Kolíně. Služební vozy se zde již po roce 1947 nevyráběly a poštovní vozy s výjimkou menší zakázky pro Turecko také ne. V letech 1956 až 1965 se tu nevyráběly ani žádné osobní vozy pro klasické soupravy.
Výroba nákladních vozů přešla v první polovině 50. let ke čtyřnápravovým. Novými typy byly například univerzální výsypný vůz Vsa, výsypné vozy na přepravu uhlí typu Talbot nebo řady Wa, čtyřnápravové plošinové vozy Pao, Paov, Paon a Px, nové typy čtyřnápravových kotlových vozů, hlubinné vozy Hx v osmi- a desetinápravové verzi, různé speciálních vozy pro povrchové doly a hutě atd.
Od poloviny 50. let se export soustředil na země RVHP a spřátelené rozvojové země. V roce 1956 to bylo 1050 nákladních vozů do Indie a 15 poštovních vozů do Turecka, v letech 1956 a 1957 do Koreje 250 úzkorozchodných nákladních vozů různých typů, v roce 1957 100 výsypných vozů do Egypta.
V roce 1957 bylo postaveno speciální hnací vozidlo pro železniční vojsko, označované nejprve M 450.001 a pak přeznačené na T 450.001. jinak se zde lokomotivy po 2. světové válce již nevyráběly.
Po roce 1957 zde v rámci specializace přestaly být vyráběny kryté i plošinové nákladní vozy. V letech 1966–1980 nebyly vyrobeny žádné kryté ani plošinové nákladní vozy. Dvounápravové kotlové vozy v 50. letech nebyly vyráběny vůbec, poslední série je z let 1961–1966. Zvyšovala se výroba čtyřnápravových kotlových vozů a speciálních vozů pro ČSD i pro průmysl, zejména hutní a těžební.

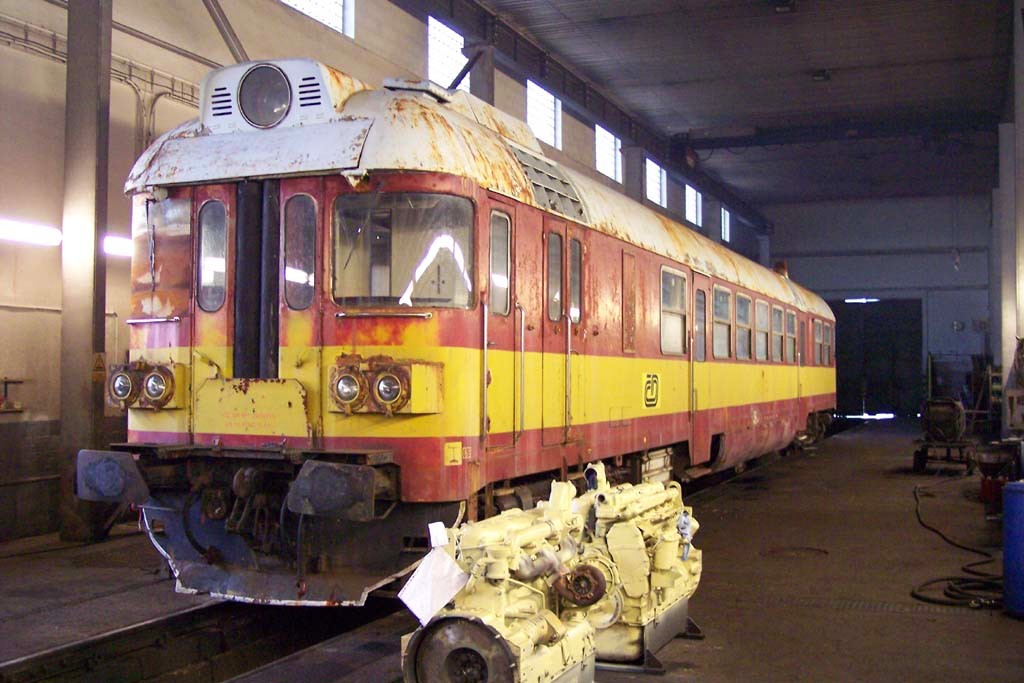
Jeden ze dvou prototypů motorového vozu řady 860 odstavený v depu Meziměstí

V roce 1956 byla ukončena výroba motorových vozů M 131.1. Kolem roku 1960 byla také vyrobeny dva prototypové vozy M 230.5, jejichž sériová obdoba vyráběné pro vedlejší tratě v letech 1963 a 1964 nesla označení M 240.0 (dnes 820). Pro rychlíky a hlavní tratě byly v roce 1962 vyrobeny dva prototypy M 283.0, jejichž sériové pokračování (s hydraulickým přenosem výkonu) z let 1966 až 1968 neslo označení M 286.0 a M 286.1 (dnes 850 a 851). V letech 1968–1970 na ně navázaly odvozené ještě výkonnější vozy M 296.1 a M 296.2 (853 a 852), M 296.1 byl určen pro mezinárodní jízdy. V letech 1969–1974 byl vyvíjen čtyřnápravový motorový vůz s elektrickým přenosem výkonu pro osobní vlaky na frekventovaných tratích, pracovně označované M 474.0, dva prototypy z roku 1974 byly nakonec označeny M 475.0 (860), ale k sériové výrobě nedošlo.
V letech 1956 a 1957 bylo pro ČSD vyrobeno 239 přípojných vozů BDlm se služebním oddílem. V roce 1958 byl vyroben prototyp krátkého přípojného vozu řady Balm (dnes Btx761) k motorovému vozu pozdější řady M 240.0 (820), sériově byly tyto vozy vyráběny v letech 1960 až 1969, v roce 1961 bylo kromě toho dodáno také 30 obdobných vozů BFalm (BDdtx764) s poštovním oddílem. Roku 1962 byly dokončeny prototypy čtyřnápravových rychlíkových přípojných vozů Aalm 5020 a Balm 5228 a 5229, určených k motorovým vozům M 286.0 (850). Z toho v letech 1966–1968 bylo pro ČSD dodáno 180 přívěsných vozů dnešní řady Bmx765, určených k motorovým vozům M 286.0 a M 286.1 (850 a 851).
V letech 1969 a 1970 bylo vyrobeno několik druhů přípojných vozů určených k motorovým vozům M 296.1 a M 296.2 (853 a 852): 10 kusů Aam (mezinárodní, oddíly 1. třídy), 5 kusů Bam (Bn751, mezinárodní, oddíly 2. třídy), 120 kusů Baim (Btn755, vnitrostátní, velkoprostorový, 2. třída), 11 kusů BRam (BRn790, vnitrostátní, kombinovaný s restauračním oddílem, 6 kusů v mezinárodním provedení a 5 ve vnitrostátním). Mezinárodní přípojné vozy byly určeny zejména k motorovému expresu Vindobona v letech 1969 až 1972.
V roce 1972 dodala vagonka pro ČSD 30 motorových vozů pro prohlídky a údržbu trakčního vedení na bázi řady M 240.0 (820), dostaly označení M 250.0 (později 893 a MVTV 3).
V roce 1969 byly vyrobeny čtyři restaurační vozy BRa pro mezinárodní provoz. V roce 1969 byly rovněž dodány dva prototypy čtyřnápravových velkoprostorových vozů Bai, které měly skříň shodnou s přípojnými vozy Baim – vozy sériově vyráběné v letech 1972–1975 pak měly nově konstruovanou skříň. V letech 1971 a 1972 bylo dodáno 100 čtyřnápravových poštovních vozů typů 501 (s výpravnou) a 502 (bez výpravny).
Na základě objednávky ministerstva dopravy z roku 1955 byla v roce 1957 zahájena výroba prvních dvou prototypů elektrických vlaků, tj. elektrických vlakových jednotek. Studénka dodávala pouze vozovou část. Byly dodány v letech 1959 a 1960 a v roce 1970 oba zrušeny.
V letech 1964 až 1968 bylo pak dodáno 51 čtyřvozových jednotek EM 475.1 (dnes 451), se dvěma vozy hnacími a dvěma vloženými. V letech 1972 a 1973 bylo dodáno 11 jednotek inovované řady EM 475.2 (452), jako náhrada za plánované nové jednotky, jejichž vývoj se opozdil. V roce 1962 ministerstvo dopravy objednalo vývoj třívozové jednotky na střídavý proud s jedním hnacím vozidlem, současně i vývoj obdobných souprav v dvousystémové verzi. Na vývoji se podílel též Výzkumný ústav kolejových vozidel Praha a MEZ Vsetín n. p. Prototypy na střídavý proud, dokončené roku 1966, byly nejprve označovány SM 487.0 + Bam-e + Bam-ře, pak SM 487.0 + N 487.0 + Ř 487.0. Sériově byly nakonec jednotky vyráběny v pětivozové sestavě se dvěma hnacími vozy, tedy SM 488.0 + 3× N 488.0 + SM 488.0, a dodány byly v letech 1970 a 1971 v počtu 16 souprav (32 elektrických a 50 vložených vozů). Od vývoje třívozových dvousystémových jednotek s usměrňovacím vozem U 488.0 bylo v roce 1970 upuštěno. V roce 1971 byl dodán prototyp pětivozové jednotky pro stejnosměrný systém napájení (EM 488.0001 + N 488.0053 + N 488.0054 + N 488.0055 + EM 488.0002) a v letech 1974–1978 byla dodána série 42 těchto jednotek (84 elektrických a 126 vložených vozů).
V roce 1973 vyrobeny dva prototypy dvounápravového motorového vozu M 151.0, který měl na místních tratích ČSD nahradit vozy M 240.0 (820) a M 131.1. Sériová výroba pod označením M 152.0 (dnes 810, přezdívka „Orchestrion“) započala v roce 1975 a trvala až do roku 1983 (pro export až do roku 1986). V letech 1973 a 1974 byly k těmto motorovým vozům vyrobeny dva prototypy přípojných vozů (Blm 25-09 600 a 601), od roku 1976 do roku 1983 sériově vyráběné vozy pak měly označení Blm 24-29 (dnes Btax780 u ČD a 011 u ZSSK), celkem jich bylo vyrobeno 912. V letech 1979 až 1986 bylo dodáno 207 motorových vozů v modifikované verzi také do Maďarska (205 pro MÁV a 2 pro GySEV), kde byly označeny Bzmot. Přípojné vozy s označením Bzx byly do Maďarska dodávané od roku 1979 do roku 1981, v letech 1983 až 1986 pak ještě 100 vozů BDzx se služebním oddílem (96 pro MÁV a 4 pro GySEV). Další exportní záměry, například do Alžírska, se již neuskutečnily. V roce 1995 bylo dodáno 10 vozových skříní a komponent na Slovensko pro stavbu motorových vozů 811 ŽSR, v roce 1998 bylo ještě společnosti MÁV dodáno 5 kompletů vozových skříní a dalších součástek pro stavbu motorového vozu Bzmot ve verzi InterPici.

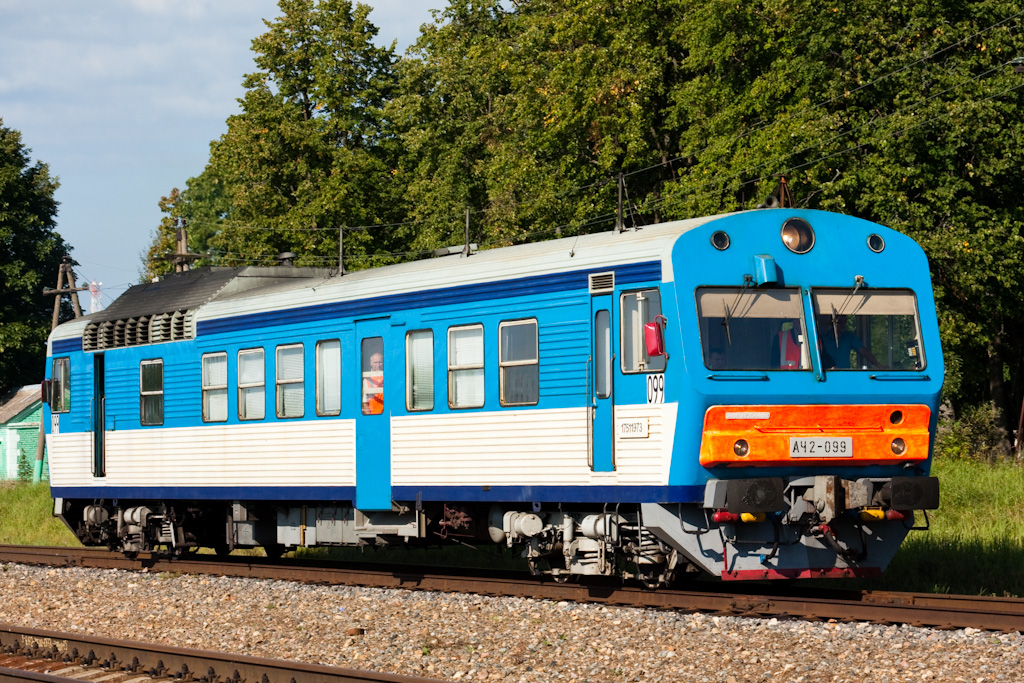
Motorový vůz řady AČ2, Betlica, Rusko

Do Sovětského svazu (pro SŽD) byly v letech 1983 a 1984 dodány dvě třívozové prototypové motorové soupravy, motorový vůz byl značen AČ2 a přípojné vozy APČ2. V letech 1989 a 1990 byla dodána série 120 souprav.

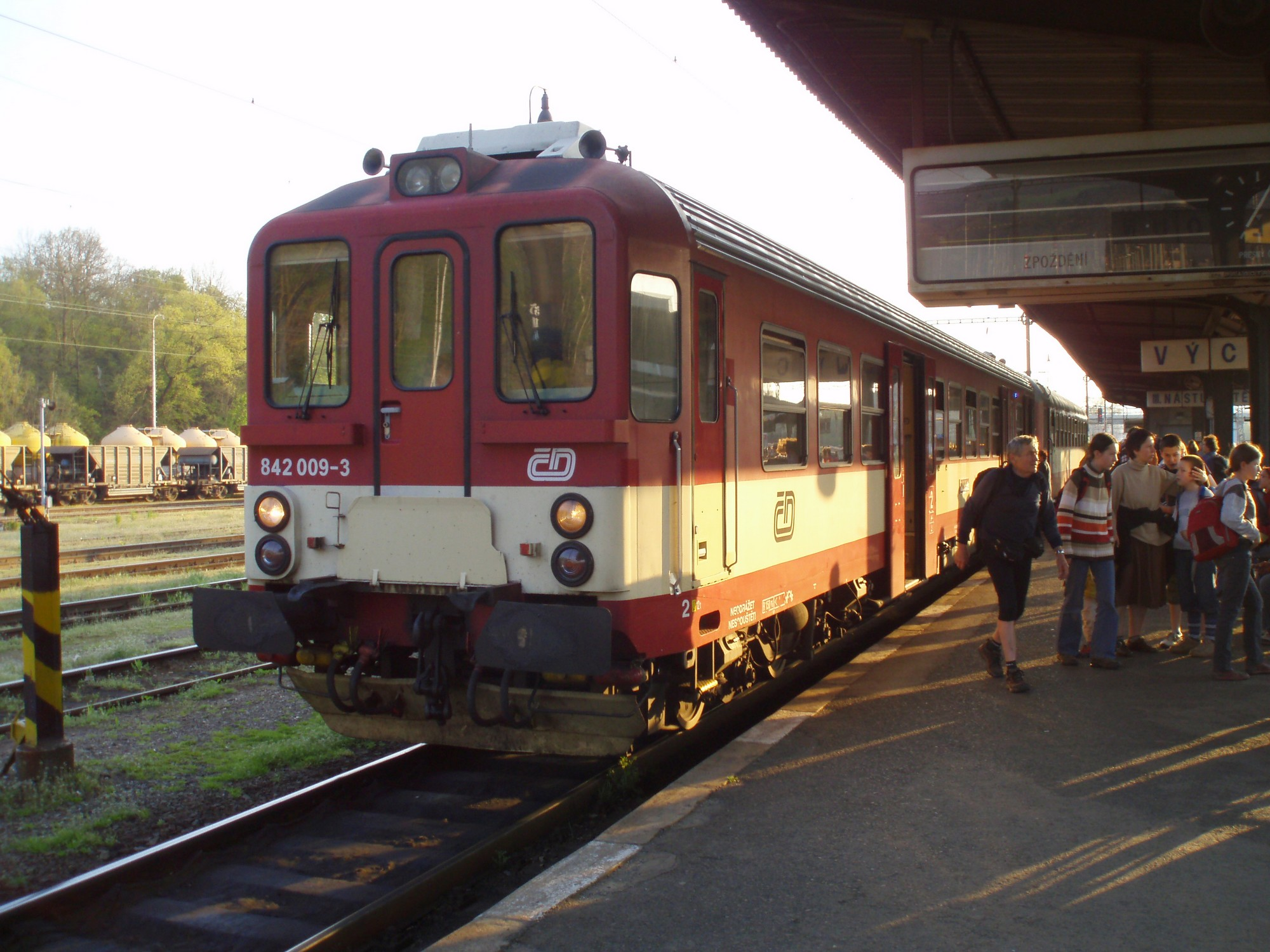
Motorový vůz řady 842 v Berouně

Podle projektu z roku 1982 byly v roce 1988 dokončeny dva prototypy motorového vozu M 273.2 již s novým označením 842. Sériově bylo vyrobeno 35 vozů v mírně pozměněném provedení v letech 1993 a 1994. V červnu 1995 byl dokončen prototyp motorového vozu 843, ale místo hydromechanického přenosu výkonu již měl elektrický. Během let 1996 a 1997 byla dodána série 30 kusů, což byly poslední motorové vozy vyrobené ve Studénce.
V roce 1989 byly čtyři vozy Bmnp 20-09 (053) přestavěny na přípojné vozy k prototypům motorového vozu 842, nejprve byly rekonstruované verze označeny Btfnw 20-09 497 až 499 a poté 042. K motorovým vozům 843 byly dva prototypy přípojných vozů 043 vyrobeny roku 1995 a série 30 vozů pak byla dodána do roku 1997. V roce 1996 byl v této vagónce také poprvé vyroben prototyp řídicího vozu Bftn791, avšak České dráhy si jich pro rok 1997 objednaly pouze 10.
V letech 1995–1996 bylo 68 přípojných vozů Btx761 přestavěno na typ Btx763, přičemž provedené úpravy interiéru pohodlí cestujících spíše snížily a setkaly se s kontroverzními reakcemi.
Elektrické jednotky od roku 1978 žádný český výrobce po dlouhá léta nevyráběl. V roce 1982 bylo sice o jejich výrobě rozhodnuto, ale teprve v roce 1991 byly dvě pětivozové prototypové jednotky řady 470 (typ EM 3) dokončeny. Na jejich výrobě spolupracovaly Vagónka Studénka (vozové skříně), Vagónka Česká Lípa (podvozky), MEZ Vsetín a Postřelmov, Škoda Plzeň a ČKD Praha (společně elektrická část). Od sériové výroby 60 jednotek, která měla v roce 1994 navázat, bylo však upuštěno z důvodu finanční situace ČD a malé spokojenosti s prototypy. Ani vývoj jednotek pro střídavé napájení nebyl dokončen. V roce 1992 však vagónka ve Studénce začala připravovat návrh patrové elektrické jednotky řady 471. Nejprve novou soupravu chystala společně s AEG, ale od roku 1994 tohoto partnera nahradila Škoda Dopravní technika Plzeň. Současně s tím převážila vize třívozové jednotky s jedním hnacím vozem. Dva prototypy, třívozový a dvojvozový, byly dokončeny v roce 1997. Sériová výroba byla zahájena oproti smlouvě o tři roky pozdě, v roce 2000.
V roce 1985 zde byly vyrobeny (ve spolupráci s VÚKV Praha) dva vozy pro lanovou dráhu na Petřín.
V letech 1984 a 1985 bylo vyrobeno pro České dráhy 200 poštovních vozů Postmw (Postw). Vlaková pošta však byla nedlouho poté nahrazena silniční dopravou, takže tyto vozy jsou postupně přestavovány například na řídicí vozy 954. V letech 1986 a 1987 bylo také vyrobeno pro ČSD 195 velkoprostorových čtyřnápravových vozů Btme (Bdt279) pro klasické vlaky, v letech 1990 až 1992 pak 282 podobných vozů řady Bte (Bdt280 a Bp282). Další vozy byly vyráběny v rámci konsorcia s SGP-Siemens: 10 restauračních vozů WRRmz (WRmz815) v roce 1997, 9 vozů Ampz146 v letech 1998 až 1999, 26 vozů Bmz245 v letech 1999 až 2000.
V osmdesátých letech pokračovala také výroba zaběhnutých typů nákladních, kotlových a speciálních vozů a objevovaly se i nové typy, v letech 1989 a 1990 však byla výroba nákladních vozů utlumena a prakticky zastavena. V roce 1991 se však do výrobního programu zase vrátila a kromě starších typů hutních a výsypných vozů se vyráběly i například nové kontejnerové vozy Sgnss.

### Po roce 2000 (přemístění do Ostravy)
Po přemístění výroby byla v Ostravě-Moravské Ostravě 23. března 2001 zahájena montáž elektrických jednotek řady 471, nejprve pod značkou ČKD Vagonka, později Škoda Vagonka. V Ostravě se také uskutečnila výroba 16kusové série motorových vozů řady Dm12 pro finské dráhy VR, výroba prvního vozu byla dokončena 31. ledna 2004. V roce 2008 byly vyrobeny 2 jednotky řady 575 pro litevské dráhy LG. Od roku 2009 jsou v realizaci také dvě dodávky pro ZSSK – na 10 dvoupodlažních dvousystémových elektrických jednotek řady 671 a 10 vratných souprav s řídicími vozy řady 951, které ze CityElefantů vychází. Jako trakce k nim bude zmodernizováno všech 10 lokomotiv řady 263 a pořízeny dvě nové lokomotivy Škoda 109E2 (typ 109E se sníženou rychlostí na 160 km/h). Ukrajinské železnice si v únoru 2011 pořídila dvojici širokorozchodných šestivozových dvoupodlažních elektrických jednotek, které konstrukčně vychází z řady 671. Po dobu Mistrovství Evropy ve fotbale 2012 byly nasazeny na trasu Kyjev–Charkov.
V roce 2011 dodala Škoda Vagonka 19 jednopodlažních jednotek Škoda 7Ev Českým drahám. Posledním kontraktem je dodávka vozů pro šest šestivozových vratných patrových souprav s lokomotivami typu Škoda 109E3 (ř. 102) pro Deutsche Bahn. Dva vozy měly být vystaveny na Innotransu 2016, ale k tomu nedošlo. Soupravy měly být nasazeny do provozu od prosince 2016.
V roce 2021 dodala Škoda Vagonka 5 dvoupodlažních push-pull jednotek Škoda 13Ev Českým drahám pro provoz na trati z Ostravy do Frenštátu pod Radhoštěm.

### Současné výrobky
- RegioPanter
- InterPanter
- Škoda 13Ev

### Statistiky
V letech 1900–1945 zde bylo vyrobeno celkem 31 419 vozidel, z toho 25 302 nákladních a speciálních, 2120 kotlových, 2028 osobních a přípojných, 1423 služebních a poštovních, 96 železničních motorových, 78 motorových tramvajových, 362 vlečných tramvajových a 10 elektrických a motorových lokomotiv.
V letech 1945–1955 bylo ve Studénce vyrobeno celkem 13 902 vozidel, z toho 11 332 nákladních a speciálních, 1872 kotlových, 402 osobních a přípojných, 53 služebních a poštovních, 212 železničních motorových, 18 motorových tramvajových a 13 vlečných tramvajových.
V letech 1956–1965 bylo vyrobeno 12 290 vozidel, z toho 7063 nákladních a speciálních, 1022 kotlových, 864 přípojných, 12 poštovních, 307 železničních motorových, 1 motorová lokomotiva a 21 (vozidel?) elektrických jednotek.
V letech 1966–1980 bylo vyrobeno 16 097 vozidel, z toho 7179 nákladních a speciálních, 6434 kotlových, 2 měřicí, 533 osobních, 1077 přípojných, 100 poštovních, 668 motorových a 104 elektrických jednotek.
V letech 1981–1999 bylo vyrobeno 13 216 vozidel, z toho 7076 nákladních a speciálních, 3961 kotlových, 1 měřicí, asi 522 osobních, asi 747 přípojných, 200 poštovních, 703 motorových, 2 vozy pro lanovku a 4 elektrické jednotky.
V letech 2000-2016 (březen) bylo vyrobeno 145 elektrických jednotek, 10 souprav push-pull a 16 motorových vozů.

## Další výroba
Kromě kolejových vozidel vagonka dodávala za všech režimů i vybavení pro armádu: polní kuchyně, káry a lafety pro zbraně, polní vozy, stanové kostry a podobně. Kromě toho se zde karosovaly autobusy a osobní i nákladní automobily různých značek. V roce 1935 bylo zřízeno letecké oddělení, které do roku 1938 vyrobilo licenčně 35 dvojplošníků Bücker Bü-131 (pod značkou Tatra T-131) a vyvinulo i několik vlastních prototypů. V šedesátých až devadesátých letech firma dodávala například technologické a ubytovací celky pro sovětské ropné přečerpávací stanice. V devadesátých letech se osamostatnila metalurgická výroba, což připravilo půdu pro rozdělení podniku v roce 2000.

## Související organizace
Názvem Vagonka Studénka bylo pojmenované i střední odborné učiliště. Od roku 1946 zde byla závodní škola práce, v roce 1950 vzniklo středisko pracujícího dorostu, později podnikové odborné učiliště. Do roku 1964 vychovalo na 1500 odborníků zejména vagonářských profesí. Podnik budoval a vlastnil také byty a ubytovny, jídelny, kulturní středisko, zdravotnické středisko, závodní jesle, školky a rekreační zařízení.
Působí zde také Tělovýchovná jednota Vagonka Studénka.